# Szoszowy
Szoszowy – peryferyjna część miasta Żory, położona nad Pszczynką w rejonie ulicy Szoszowskiej, na południowy wschód od centrum Żor, w kierunku na Warszowice. 